# أسطول الحرية 2
"أسطول الحرية 2 - كُن إنسانًا" هو أسطول بحري خطط له لكسر الحصار البحري الذي فرضه الاحتلال الإسرائيلي على قطاع غزة، وذلك بالإبحار إلى غزة في 5 يوليو 2011. في النهاية، لم يتم الإبحار.
في مايو 2010، نًظّم الأسطول من قبل تحالف من 22 منظمة غير حكومية. وكان يسمى حينئذٍ أسطول الحرية لغزة. وكان الهدف المعلن عنه إنهاء الحصار المفروض على غزة "بشكل كامل ودائم". في البداية، تم اختيار 10 سفن، مع 1000 ناشط للإبحار إلى غزة، ولكن بحلول 28 يونيو 2011، انخفض عدد المشاركين المتوقعين إلى أقل من 300، بالإضافة إلى بضع عشرات من الصحفيين، وبحلول 7 يوليو عاد جميع النشطاء إلى ديارهم باستثناء بضع عشرات.
قوبل الأسطول بمعارضة علنية من قبل الولايات المتحدة وفرنسا والمملكة المتحدة وتركيا وكندا واللجنة الرباعية حول الشرق الأوسط (المكونة من الاتحاد الأوروبي وروسيا والأمم المتحدة والولايات المتحدة)، والأمين العام للأمم المتحدة بان كي مون. كانت الحملة مدعومة علنا من قبل حركة حماس.
اكتشف النشطاء على متن سفينتين، واحدة في اليونان والأخرى في تركيا، أضرارًا في مهاوي مراوح السفن، واعتبروا أن السفن تعرضت للتخريب من قبل إسرائيل. أفادت الأنباء أن التحقيق الذي أجرته السلطات التركية بشأن إحدى السفن خلص إلى أنه ربما لم يكن هناك أي تخريب، وأن أي أضرار قد حدثت قبل وصول القارب إلى تركيا، لكن هذه التقارير الإعلامية ظهرت قبل بدء التحقيق الرسمي. ولم يعلن تحقيق خفر السواحل التركي عن نتائجه بعد. واعترضت على التقارير الإعلامية الشركة الأيرلندية المصنّعة للسفينة. منعت اليونان السفن من مغادرة موانئها، متذرعة بمخاوف تتعلق بالسلامة، لكنها عرضت بدلاً من ذلك إرسال أي مساعدات إنسانية إلى غزة على متن سفنها الخاصة، تحت إشراف الأمم المتحدة. دعمت إسرائيل والسلطة الفلسطينية والأمم المتحدة عرض اليونان، لكن نشطاء الأسطول السفن رفضوا. بعد ذلك، لم تنصع سفينتا أسطول "جرأة الأمل" و"التحرير" لأوامر اليونان. تم اعتراضهم من قبل خفر السواحل اليوناني، وإعادتهم إلى الشاطئ، وتم اعتقال عدد قليل من النشطاء. ورد النشطاء باحتلال السفارة الإسبانية في أثينا.
تمكنت السفينة الفرنسية "الكرامة" فقط من الاقتراب من غزة. أبلغوا السلطات اليونانية أن وجهتهم كانت ميناء الإسكندرية المصري، ثم اتجهوا نحو غزة. في 19 يوليو، اعترضت قوات كوماندوس إسرائيلية السفينة وصعدت إليها دون وقوع حوادث واصطحبتها إلى ميناء أسدود الإسرائيلي.

## خلفية

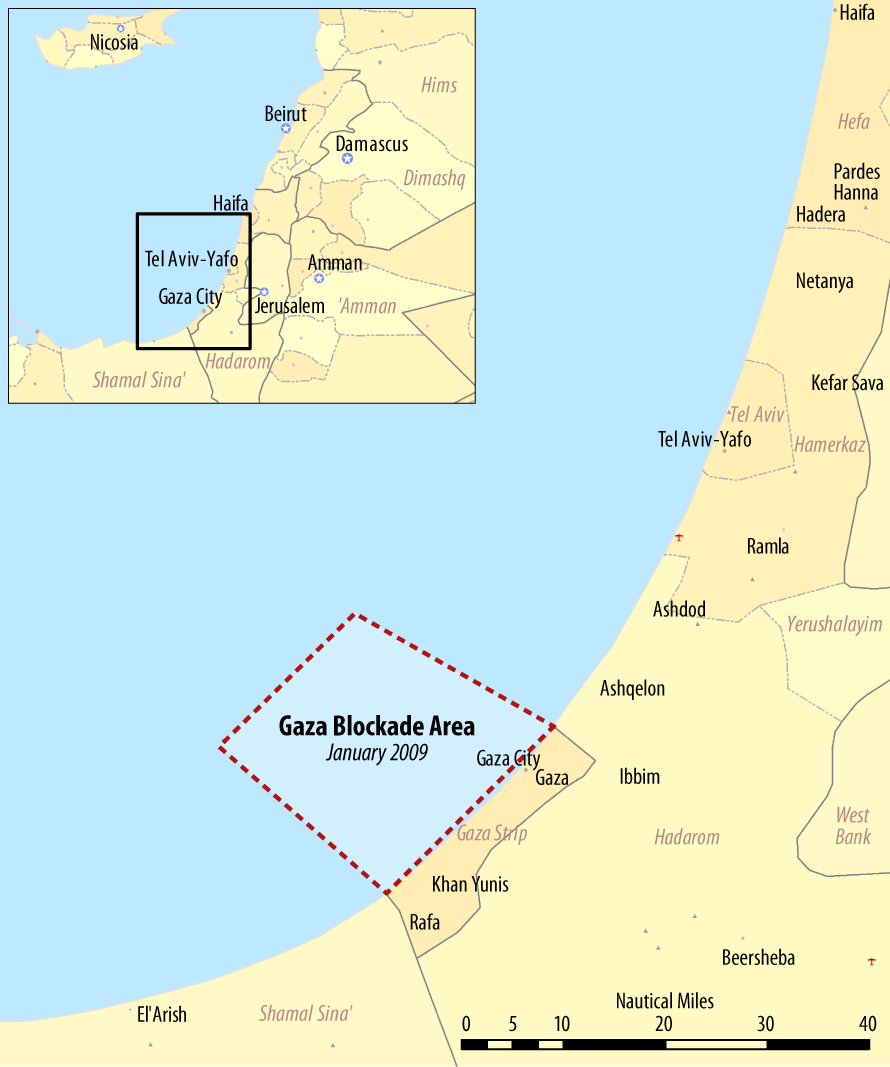
منطقة الحصار البحري لقطاع غزة، كما نشرتها وزارة النقل الإسرائيلية

بعد الانقسام الفلسطيني المتمثّل في النزاع بين فتح وحماس عام 2007، أغلقت إسرائيل ومصر حدودهما مع غزة، مما منع معظم البضائع وجميع الأشخاص تقريبًا من الدخول والخروج.
في نهاية شهر مايو 2010، غادر أسطول بحري مؤلف من ست سفن من تركيا باتجاه قطاع غزة. وكان الغرض الأساسي من الأسطول، بحسب منظميه، نقل الإمدادات الإنسانية إلى قطاع غزة. في 31 مايو 2010، أغارت البحرية الإسرائيلية على السفن التي تبعد حوالي 40 كيلومترًا عن شواطئ غزة. ووقعت خلال عملية الاستيلاء مواجهة عنيفة قتل فيها تسعة نشطاء على متن إحدى السفن وأصيب عدد من الجنود الإسرائيليين بالإضافة إلى عشرات الركاب من عدة سفن. وفي نهاية العملية، احتجزت البحرية الإسرائيلي السفن ونقلتها إلى ميناء أسدود.
بعد مجزرة أسطول غزة عام 2010، ساهم الغضب الدولي في حدوث تحوّل في السياسة الإسرائيلية. وخففت كل من إسرائيل ومصر حصارهما، مما سمح بدخول المزيد من البضائع إلى غزة براً. في يونيو 2010 قررت مصر فتح المعابر البرية بين مصر وقطاع غزة لنقل الحد الأدنى من الإمدادات.
بعد أحداث المجزرة على أسطول الحرية عام 2011، أعلنت منظمات من عدة دول نيتها إرسال المزيد من السفن لكسر الحصار المفروض على غزة. ونتيجة لذلك، أعلنت الحكومة الإسرائيلية توقيف أي سفن تحاول كسر الحصار المفروض على قطاع غزة.
تباينت الآراء حول شرعية الحصار الإسرائيلي لقطاع غزة، وكذلك حول استخدام القوة في المياه الدولية للحفاظ على الحصار. وقد وصفت بأنها مجزرة، وجريمة، وإرهاب دولة، ونفذت هذه العملية باستخدام الرصاص الحي والغاز.
في 3 يوليو 2011، عرضت الحكومة اليونانية تقديم مساعدات إنسانية إلى غزة بنفسها، لكن النشطاء رفضوا عرض اليونان.

## الأسطول

### التسمية
سُمّي الأسطول تكريما لفيتوريو أريغوني، المراسل والناشط الإيطالي الذي تم اغتياله على أيدي مجهولين في غزة في أبريل 2011. فقد كان تعبيره المفضل هو "كن إنسانًا".

### السفن
في الأصل كان يعتقد أن سفينة مرمرة ستقود الأسطول، ولكن في منتصف يونيو، أعلنت هيئة الإغاثة الإنسانية وحقوق الإنسان والحريات أن السفينة لن تتمكن من الإبحار بسبب مشاكل فنية. اعتبارًا من 10 يوليو 2011، خططت السفن التالية للإبحار للوصول إلى غزة:
| القارب                     | البلد | عدد الركاب |
| -------------------------- | ----- | ---------- |
| السفينة الفرنسية "الكرامة" | فرنسا | 6          |

لم تبحر القوارب التالية:
| القارب              | البلد                    | عدد الركاب |
| ------------------- | ------------------------ | ---------- |
| إم في مافي مرمرة    | جزر القمر                | --         |
| إم في ساويرس        | إيرلندا                  | 25         |
| التحرير             | كندا                     | 43         |
| لويز ميشيل          | فرنسا                    | --         |
| ستيفانو كياريني     | إيطاليا                  | --         |
| غيرنيكا             | إسبانيا                  | 50         |
| جرأة الأمل          | الولايات المتحدة         | 50         |
| Eleftheri Mesogeios | اليونان، السويد، النرويج | --         |
| جوليانو             | اليونان، السويد          | 20         |

### المشاركون
في البداية، قيل إن 10 سفن، على متنها 1000 ناشط من 20 دولة، كانت تبحر إلى غزة من موانئ أوروبية مختلفة، بمساعدة إنسانية، خلال الأيام الأخيرة من شهر يونيو، أو الأيام القليلة من يوليو 2011. اعتبارًا من 28 يونيو 2011، انخفض عدد المشاركين المتوقعين إلى 350، بالإضافة إلى بضع عشرات من الصحفيين. بحلول 7 يوليو، عاد جميع النشطاء باستثناء بضع عشرات إلى منازلهم.

### المُنظّمون
تم تنظيم الأسطول من قبل العديد من المنظمات غير الحكومية:[بحاجة لمصدر]
- القارب الكندي إلى غزة
- الحملة الأوروبية لكسر الحصار عن غزة
- حركة غزة الحرة
- حركة فلسطين حرة[44][45]
- هيئة الإغاثة الإنسانية وحقوق الإنسان والحريات
- السفينة الأيرلندية إلى غزة
- الإبحار إلى غزة (إسبانيا)
- سفينة اليونان إلى غزة
- سفينة السويد إلى غزة
- اللجنة الدولية لكسر الحصار عن غزة
- القارب الفرنسي إلى غزة
- القارب الأمريكي إلى غزة

## الأحداث

### الاستعدادات
أعلنت هيئة الإغاثة الإنسانية وحقوق الإنسان والحريات عن خطط للأسطول الجديد بقيادة "إم في مافي مرمرة" مرة أخرى للذهاب إلى غزة في يونيو 2011. وقال رئيس الهيئة فهمي بولنت يلديرم ‏ "حتى لو ضحينا بالشهداء من أجل هذه القضية، فسوف نكون إلى جانب العدالة. في يونيو 2011 ، نقلت الهيئة رسالة إلى الحكومة الإسرائيلية عبر يهود أتراك مفادها أن الهيئة غير مهتمة بصدام آخر مع إسرائيل، واقتراحًا بتفتيش السفن في دولة طرف ثالث، مثل قبرص، قبل السماح لها الدخول لغزة.
قوبلت خطط الأسطول الجديد بمعارضة دولية. حيث حثّ الأمين العام للأمم المتحدة بان كي مون حكومات البحر الأبيض المتوسط على تثبيط الأسطول الجديد وإرسال المساعدات عبر "المعابر الشرعية والقنوات القائمة"، وقالت صحف تركية إن واشنطن تدرس مطالبة أنقرة باستضافة مؤتمر بين إسرائيل والسلطة الفلسطينية مقابل وقف الأسطول المتجه إلى غزة، وحذرت كندا رعاياها من المشاركة في الأسطول ووصفته بـ "الاستفزازي". وحثت تركيا النشطاء على إعادة النظر في الحاجة إلى أسطول في ضوء معبر رفح الذي افتتح حديثًا، لكنها حثت إسرائيل أيضًا على التصرف بحكمة وتجنب أخطاء الماضي.
تراجع عدد من الصحفيين الهولنديين الذين كان من المقرر أن يسافروا في الأسطول في أواخر يونيو، متهمين المنظمين بعدم الشفافية، لا سيما فيما يتعلق بعلاقاتهم مع حماس والتقييد وعدم الأمانة. قال الصحفي إريك بيوتشمين: "لم أر منظمة أكثر انغلاقًا من قبل. عندما نسأل أسئلة انتقادية، يتهموننا بعدم الاحتراف. فُرضت علينا قيود لم يتم الاتفاق عليها مسبقًا".
في فرنسا، مُنعت سفينة تم شراؤها للأسطول من الإبحار بعد رفض السماح لها بالرسوّ في مرسيليا. وجاءت هذه الخطوة في أعقاب ضغوط سياسية مكثفة من قبل الجالية اليهودية على أعضاء البرلمان والأحزاب السياسية والمنظمات، والتي بدورها ضغطت على شركات وسلطات التأمين. قبل يوم واحد، أعلنت هيئة الإغاثة أنها تعيد النظر في مشاركتها في الأسطول وقد تنسحب من المبادرة. في 17 يونيو، أعلنت هيئة الإغاثة أنها لا تزال جزءًا من حركة الأسطول، على الرغم من انسحاب مافي مرمرة من الأسطول لأنه، وفقًا لما قاله يلدريم، رئيس الهيئة، "بعد الأضرار التي لحقت بسفينة مرمرة [العام الماضي]، ليسوا في وضع يسمح لهم بالإبحار".

### الخطوة الأولى
أبحرت سفينتان من السفن المشاركة في الأسطول من جزيرة كورسيكا الفرنسية إلى اليونان لملاقاة السفن الأخرى. رست السفن في بيرايوس. إلا أن السفينة الفرنسية "الكرامة" لم ترسو وتوجهت مباشرة نحو قطاع غزة.

### تضرّر السفن
في 27 يونيو 2011، أعلن النشطاء أنهم اكتشفوا أضرارًا لحقت بسفينتين، جوليانو وإم في ساويرس. تعرضت كلتا السفينتين لتلف في المراوح والأنابيب ما أدى اإلى تلف محركاتهما. وفقًا للمتحدث باسم "أسطول الحرية" درور فايلر ‏، لم يكن هناك دليل مباشر على تورط إسرائيل، وقدر أن الضرر سيستغرق عدة أيام لإصلاحه. واشتبه منظمو أسطول السفن الآخرين في أن الأضرار كانت نتيجة لعملية تخريبية قام بها غواصون في البحرية الإسرائيلية، وطالبوا الشرطة اليونانية وسلطات الموانئ بتوفير الأمن للسفن. أعلن بعض النشطاء أنهم خططوا بأنفسهم لحراسة السفن. في 29 يونيو، تعرضت السفينة إم في ساويرس لأضرار أثناء رسوها في تركيا. واعتبر النشطاء أن الضرر سببه غواصون إسرائيليون تمكنوا من تجنب اكتشافهم من قبل الحراس المتمركزين على السفينة.
قال عدد من ركاب الأسطلول إنهم تعرضوا للسرقة في الشوارع القريبة من الميناء وسُرقت هواتفهم المحمول ، وأن "الصيادين" المشتبه بهم شوهدوا بالقرب من السفن، وهم يتسكعون دون طعم أو دلاء، بالقرب من المياه المعروف أنها ملوثة.
رفضت إسرائيل رفضًا قاطعًا الاتهامات ووصفتها بأنها "جنون عظمة" واتهمت النشطاء بـ "العيش في فيلم لجيمس بوند".
قال سلجوق أونال، المتحدث باسم وزارة الخارجية التركية، إن تحقيقًا أجرته السلطات التركية خلص إلى عدم وجود عمل تخريبي على السفينة الأيرلندية، التي رست في ميناء غوجيك التركي. وقد اعترض النشطاء على هذه الادعاءات ودعوا إلى إجراء تحقيق مستقل في كيفية تضرّر سفينة إم في ساويرس.
نظرًا للضرر، تم إلغاء خطط إم في ساويرس للانضمام إلى الأسطول ولكن العديد من النشطاء الأيرلنديين ذهبوا إلى كورفو للانضمام إلى السفينة الإيطالية الهولندية "إم في ستيفانو كياريني".
قامت حملة السفينة الأيرلندية إلى غزة في وقت لاحق بإصلاح السفينة إم في ساويرس، وفي نوفمبر 2011، انضمت إليها السفينة الكندية إم في تحرير، وغادروا السواحل التركية بسرية نحو غزة. أُطلق على هذا الإبحار اسم أسطول "أمواج الحرية لغزة"، وتحملت سفينة "تحرير" 12 متضامنا وصحفيا من كندا والولايات المتحدة والمغرب وباكستان وأستراليا ومصر وفلسطين، فيما حملت السفينة الإيرلندية عددا مماثلا من المتضامنين من قوميات مختلفة.
اعترضت السفن الحربية الإسرائيلية كلتا السفينتين على بعد 50 ميلاً من غزة، وتم إحضار كل من السفن و 27 ناشطًا وطاقمًا - 14 مواطنًا أيرلنديًا و 13 مواطنًا كنديًا وأستراليًا وأمريكيًا ويونانيًا - بالقوة إلى أسدود، ومن بينهم الناشط الفلسطيني مجد كيال، وسجنوا لمدة أسبوع ثم طُردوا من إسرائيل.[بحاجة لمصدر]

### الحظر اليوناني
أعلنت اليونان منع أي سفن متجهة إلى غزة من مغادرة موانئها. أكدت اليونان مخاوف تتعلق بالسلامة ولاحظت أن الأمين العام للأمم المتحدة والمجلس الأوروبي واللجنة الرباعية للشرق الأوسط واليونان نفسها قد حثت بالفعل على عدم المشاركة في الأسطول.
عرضت اليونان نقل الشحنة إلى السفن اليونانية، ونقل المساعدات الإنسانية عبر قنوات المساعدة القائمة، بناءً على طلب الأمين العام للأمم المتحدة. تم دعم العرض من قبل إسرائيل والسلطة الفلسطينية والأمم المتحدة، لكن نشطاء الأسطول رفضوا.

#### الانتهاكات
في الأول من يوليو، أبحر قارب "جرأة الأمل" الذي كان يقوده الأمريكيون، والذي لم يكن يحمل أي مساعدات، من بيراما في انتهاك لهذا الحظر اليوناني. تم اعتراضه بعد حوالي عشر دقائق بواسطة زورق مسلحة من خفر السواحل اليونانية وزورقين سريعين من طراز زودياك. تلا ذلك مواجهة استمرت لساعات، حيث حاول خفر السواحل في البداية إقناع القارب بالعودة. في النهاية، صعد أفراد مسلحون من خفر السواحل على القارب ووجّهوه إلى منشأة بحرية يونانية. ألقت السلطات اليونانية القبض على القبطان الأمريكي للسفينة، جون كلوسمير، واحتجزته بتهمة تعريض حياة ركاب القارب للخطر، وهي جناية، ومحاولة مغادرة الميناء دون إذن. وردّ النشطاء ببدء إضراب عن الطعام. تم الإفراج عن كلوسمير من الحجز في 5 يوليو، لكن التهم الموجهة إليه لم تسقط. قال هنري نور، الناشط على متن القارب: "فقط أحمق اعتقد أننا سنصل إلى غزة بالنظر إلى ما حدث العام الماضي. كنا نعلم أننا سنتوقف". وقد اتهمت حركة حماس الحكومة اليونانية بالرضوخ للضغوط الإسرائيلية ومخالفة الأعراف والقوانين الدولية بسبب منعها إبحار السفينة، واعتبرت الحركة في بيان أن موقف اليونان "يجعلها شريكا في حصار الشعب الفلسطيني الرازح تحت الاحتلال".
في 4 يوليو، أبحر سفينة "تحرير" التي يغلب عليها الطابع الكندي من جزيرة كريت في انتهاك للحظر. وقد فعلت ذلك بدون طاقمها اليوناني الأصلي على متنها، وبدلاً من ذلك قام "متطوعون دوليون" بقيادة القارب. تم القبض على الكندية سها كنين والأسترالي مايكل كولمان بعد أن استخدما قوارب الكياك لمحاصرة سفينة خفر السواحل اليونانية التي كانت تلاحق القارب. وصلت سفينة حرس السواحل إلى السفينة بعد حوالي 15 دقيقة. حاول الركاب حماية غرفة القيادة من خلال لفها بالشبكات وسد المداخل بالجلوس أمامهم وربط الأذرع. تم رش السفينة بخراطيم المياه، وصعد على متنها ضباط مسلحون، وأعادوها إلى الميناء. ادعى أحد النشطاء أن ضابطين صعدا إلى القارب، وأحدهما سُحِب مسدسًا لدى اقترابه من غرفة قيادة القارب لتولي زمام الأمور. واعتقلت المواطنة الكندية ساندرا روتش المسؤولة عن القارب بتهمة الإبحار بشكل غير قانوني دون إذن. تم اعتقال خمسين راكبًا آخر من قبل سلطة الساحل اليوناني. وزعم النشطاء أن سفينة حرس السواحل صدمت القارب برصيف إسمنتي وطالبوا بإصلاحه على الفور على نفقة اليونان. حوكم الناشطان سهى كنين ومايكل كولمان وأدينا بعرقلة اعتراض سفينة "تحرير"، وحُكم عليهما بالسجن 30 يومًا. تم تعليق الأحكام الصادرة ضدهما وإطلاق سراحهما، لكن تم تغريمهما 246 يورو كتكاليف قضائية.
في الصباح الباكر من يوم 5 يوليو، غادرت السفينة الفرنسي "كرامة" الميناء خلسة من خفر السواحل اليوناني، وعلى متنها ثمانية ركاب، لكنها عاد من تلقاء نفسها بعد عدة ساعات. وبحسب ما ورد، فإن النشطاء الذين كانوا على متن السفينة لا يريدون أن يكونوا الوحيدين الذين يبحرون إلى قطاع غزة. في وقت لاحق، حاولت السفينة المغادرة مرة أخرى في تحدّ للحظر اليوناني، ولكن تم إيقافها ونقلها إلى ميناء سيتيا في جزيرة كريت. قالت السلطات اليونانية إنه خلال هذه الأحداث اصطدم اليخت بسفينة خفر السواحل اليونانية وألحق بها أضرارًا.
في 5 يوليو، اقتحم حوالي 20 ناشطًا إسبانيًا من سفينة "غيرنيكا" السفارة الإسبانية في أثينا احتجاجًا على حظر السفر اليوناني.

### انسحاب النشطاء
في 7 يوليو 2011، انسحب معظم النشطاء من المبادرة وغادروا اليونان عائدين إلى ديارهم. بقي بضع عشرات فقط لمحاولة إقناع الحكومة اليونانية بإنهاء حظر السفر.

### رحلة الكرامة
في 16 يوليو، السفينة الفرنسي "الكرامة" جزيرة كاستيلوريزو اليونانية بعد إبلاغ السلطات اليونانية أن وجهتها كانت ميناء الإسكندرية المصري. وبدلاً من ذلك، توجهت السفينة إلى غزة. كان على متنها 16 شخصًا، بينهم ثلاثة من أفراد الطاقم وصحفيون من قناة الجزيرة، بالإضافة إلى عميرة هاس، صحفية إسرائيلية من هاآرتس.
أوقفت البحرية الإسرائيلية السفينة على بعد 65 كيلومترًا من ساحل غزة، في المياه الدولية، بعد تجاهل التحذيرات من أنها تقترب من خط حصار غزة ويجب عليها تغيير مسارها إما لأسدود أو مصر. كانت السفينة محاطة بما لا يقل عن ثلاث سفن حربية إسرائيلية، وصعد على متنها كوماندوز بحري من شايطيت 13، الذين استولوا على السفينة واعتقلوا الركاب ونقلوهم إلى سفينة حربية. تم تنفيذ العملية دون أي مقاومة من الركاب أو استخدام العنف من قبل الكوماندوز. تم سحب السفينة إلى ميناء أسدود وتفتيشها. لم يتم العثور على أسلحة أو مساعدات إنسانية على متن السفينة. ونقل الركاب إلى أسدود حيث تم الافراج عن صحفية هاآرتس عميرة هاس. تم نقل الـ 15 راكبًا الباقين إلى حولون، حيث تمت مقابلتهم من قبل موظفي مصلحة الهجرة ووقعوا على وثائق تنص على أنهم سيغادرون البلاد في غضون 72 ساعة، قبل ترحيلهم.
ووصف المنظمون المقيمون في باريس اعتراض البحرية الإسرائيلية بأنه "عمل من أعمال العنف وعمل غير قانوني" ، و"عمل قرصنة جديد ضد أشخاص غير مؤذيين".

## ردود الفعل
- قطاع غزة: في 24 يونيو 2011، تمت مقابلة إسماعيل هنية، رئيس وزراء حماس في قطاع غزة، حيث قال: "يجب على الأمم المتحدة وجميع منظمات القانون الدولي توفير الحماية للأسطول الثاني الذي يستعد للإبحار إلى قطاع غزة. يجب على العالم أن يمنع إسرائيل من اعتراض السفن، ونعتقد أنه من حق النشطاء الأجانب الوصول إلى قطاع غزة، وندين أي تهديدات إسرائيلية ضدهم، ومن الواضح أن الاحتلال الإسرائيلي يستعد لجريمة أخرى بحقهم".[85] وكان أمين سر حكومة حماس قد دعا دولًا أخرى إلى دعم الأسطول، مشيرًا إلى أن الاستمرار في فرض الحصار على قطاع غزة جريمة، وأن الادعاءات بانتهاء الحصار هي ادعاءات خاطئة.[8]

- السلطة الوطنية الفلسطينية: وصف محمود عباس، رئيس السلطة الوطنية الفلسطينية ورئيس منظمة التحرير الفلسطينية، خطة اليونان لنقل المساعدات الإنسانية عبر القنوات القائمة بالإيجابية، وأعرب عن دعمه لها.[86][87]
- مصر: عرضت مصر السماح للأسطول بالرسو في ميناء العريش المصري. ثم يتم نقل الشحنة براً إلى غزة بعد تفتيشها.[76][88]
- كندا: قال وزير الخارجية جون بيرد: "إنني أحث بشدة أولئك الذين يرغبون في إيصال المساعدات الإنسانية إلى قطاع غزة على القيام بذلك من خلال القنوات القائمة. فالجهود غير المصرح بها لتقديم المساعدة استفزازية وغير مفيدة في نهاية المطاف لسكان غزة". وأضاف أنه ينبغي على الكنديين التبرع للصليب الأحمر / الهلال الأحمر في قطاع غزة. قالت وزارة الخارجية والتجارة الدولية: "إن الحدود حول قطاع غزة تحت سيطرة السلطات الإسرائيلية والمصرية. الكنديون الذين يخالفون قوانين دولة أخرى يخضعون للنظام القضائي في ذلك البلد. ولا يمكن لوزارة الشؤون الخارجية والتعاون الدولي توفير الحماية من عواقب مثل هذه الإجراءات، ولا تجاوز قرارات السلطات المحلية".[89]
- فرنسا: نددت وزارة الخارجية الفرنسية بشدة بالأسطول البحري ووصفته بأنه "فكرة سيئة لن تزيد سوى التوتر وتكون مصدر نزاع". وقالت: "أظهرت أحداث العام الماضي أن هناك خطراً من أن تنجم هذه المبادرات عن مواجهة".[90] وأبلغ السفير الفرنسي في إسرائيل السلطات الإسرائيلية أن فرنسا تتوقع منها "التصرف بروح المسؤولية والاعتدال". أشارت فرنسا إلى استعدادها لتوفير الحماية القنصلية لمواطنيها، وكررت موقفها بضرورة رفع الحصار عن غزة.[91]
- اليونان: صرحت وزارة الخارجية اليونانية أن "مواقف اليونان بشأن ضرورة رفع الحصار عن غزة وتحسين الوضع الإنساني في المنطقة معروفة"، لكنها أضافت أن الأسطول "لا يتعامل مع جوهر المشكلة الإنسانية في غزة". "، وحثت المواطنين اليونانيين وكذلك السفن المسجلة في اليونان على عدم المشاركة فيها.[92] لاحقًا، جعلت الحكومة اليونانية إبحار السفن من اليونان إلى قطاع غزة أمرًا غير قانوني، متذرعة بمخاوف تتعلق بالسلامة (انظر أعلاه).[93]
- أيرلندا: حث تانيست ووزير الخارجية، إيمون غيلمور، إسرائيل على التحلي بضبط النفس وأكد للسفير الإسرائيلي أنه "إذا أبحر الأسطول الأسبوع المقبل، فيجب على إسرائيل ممارسة كل ضبط للنفس وتجنب أي استخدام للقوة العسكرية. على وجه الخصوص، أتوقع أن أي اعتراض للسفن يتم بطريقة سلمية ولا يعرض للخطر سلامة مواطنينا أو المشاركين الآخرين". كما حث السفير موداي على إرسال هذه الرسالة إلى السلطات الإسرائيلية لتجنب تكرار العنف الذي شهده أسطول العام الماضي. وعُقد الاجتماع مع السفير الإسرائيلي في 23 يونيو.[94] وقد ردّد التيشخ إندا كيني في دويل أيرن الكلام نفسه.
- هولندا: كتب وزير الخارجية أور روزنتال رسالة إلى البرلمان يدعو فيها المنظمات غير الحكومية الهولندية إلى عدم الانضمام إلى أسطول السفن الدولي المتجه إلى قطاع غزة. وكتب أن مجلس الوزراء يعتقد أن الأسطول البحري "لن يُقدم أقل مساهمة في حل الصراع الفلسطيني الإسرائيلي".[95]

- المملكة المتحدة: في 29 يونيو 2011، شدّد نائب وزير الخارجية البريطاني، أليستير بيرت، على أنه بينما كانت المملكة المتحدة قلقة للغاية بشأن الوضع في غزة، فإنها لا تعتقد أن إيصال المساعدات عبر هذا الطريق الاستفزازي كان مناسبًا.[96]
- الولايات المتحدة: حذرت وزارة الخارجية الأمريكيين المشاركين في الأسطول من أنهم قد ينتهكون القانون المدني والجنائي للولايات المتحدة ضد تقديم الدعم المادي للمنظمات الإرهابية، وقد يواجهون المحاكمة.[97] في تحذير السفر، نصحت وزارة الخارجية المواطنين الأمريكيين أيضًا بأنهم قد يواجهون الاعتقال والمحاكمة والترحيل من قبل إسرائيل إذا انضموا إلى الأسطول.[98] وقالت المتحدثة باسم وزارة الخارجية، فيكتوريا نولاند، إن "الجماعات التي تسعى إلى كسر الحصار البحري الإسرائيلي لغزة تتخذ إجراءات غير مسؤولة واستفزازية تهدد سلامة ركابها. ونحث كل من يسعون إلى تقديم مثل هذه المساعدة لأهالي غزة ... عدم المشاركة في هذا الأسطول له."[99] وقالت سفيرة الولايات المتحدة لدى الأمم المتحدة، سوزان رايس، إن "هناك آليات متميزة لتسليم المساعدات إلى غزة ولا توجد مبررات للإبحار مباشرة إلى غزة."[100] أظهر حاكم ولاية تكساس، ريك بيري، قلقه بشأن الأسطول من خلال مطالبة النائب العام الأمريكي "بمتابعة جميع سبل الانتصاف القانونية المتاحة لمنع هذه الأعمال غير القانونية، ومقاضاة أي شخص قد يختار الانخراط.[101]

- إسرائيل: صرح مسؤولون إسرائيليون بأن الهدف الرئيسي لأسطول الحرية كان إحداث استفزاز[102] كان مصممًا لخدمة أهداف حماس العسكرية.[103]

وقالت السلطات الإسرائيلية إنها ترغب في تجنب الاشتباكات مع النشطاء، ووعدت منظمي الأسطول بأنهم إذا رسووا في ميناء أسدود الإسرائيلي، فإن المساعدات الإنسانية ستوصلها إسرائيل مباشرة إلى غزة. وحذرت منظمي الأسطول من أنهم إذا حاولوا كسر الحصار، فسيتم اعتراض السفن وأن القوات الإسرائيلية ستدافع عن نفسها إذا تعرضت للهجوم. للتعامل مع أي ضحايا قد ينجمون عن اعتراض بحري من الأسطول، قامت البحرية الإسرائيلية بتحويل قاعات الطعام على سفينتين إلى غرف عمليات مجهزة تجهيزًا كاملاً للجراحة، وخطط لها لتضم طاقمًا طبيًا كاملًا، بما في ذلك الجراحين وأطباء التخدير. كما تم التخطيط لطائرات هليكوبتر ميديفاك في متناول اليد في حالة الحاجة إلى نقل أي من الجرحى إلى المستشفى في إسرائيل، وسيتم نشر أفراد الإخلاء الطبي في ميناء أسدود.
حذر ضابط بحري إسرائيلي كبير[من؟] من أن إسرائيل ستمنع السفن من كسر حصارها على غزة بأي ثمن، وأن إسرائيل ستستخدم القوة مرة أخرى إذا لزم الأمر، بما في ذلك ركوب السفن ومواجهة النشطاء. وأضاف الجنرال يؤاف مردخاي: "هناك توجيه واضح من الحكومة لفرض الحصار البحري المعترف به في القانون الدولي، ولن نسمح بخرقه". بدأ الجيش الإسرائيلي في تدريب الأفراد على أساطيل السفن المستقبلية. بالإضافة إلى وحدة شايطيت 13، تم تدريب وحدات أخرى من القوات البحرية والخاصة للمشاركة. أعلن رئيس أركان الجيش الإسرائيلي، جابي أشكنازي، أن إسرائيل قد تنشر قناصة لتقليل خسائر القوات في الأسطول القادم. كما أعلن الجيش الإسرائيلي أن الكلاب المدرّبة من وحدة عوكيتس ستُنشر أمام الجنود لتحييد التهديدات. في يونيو 2011، نشر الجيش الإسرائيلي شريط فيديو يظهر القوات البحرية وهي تتدرب على اعتراض الأسطول. أظهرت اللقطات استخدام خراطيم المياه عالية الطاقة التي تستهدف السفن التي تحاكي سفن الأسطول، إلى جانب وسائل أخرى.
في 19 يونيو 2011، نُقل عن أليعازر ماروم، قائد البحرية الإسرائيلية، وصف الأسطول بأنه "أسطول الكراهية".
وقالت مصادر عسكرية إسرائيلية لصحف إسرائيلية في 27 يونيو 2011 إن بعض العناصر المتطرفة من أعضاء الأسطول كانوا يعتزمون قتل الجنود الذين حاولوا الصعود على متن قواربهم، وقاموا بتجهيز أنفسهم بأكياس من الكبريت لرميها على الجنود. نشرت عدة صحف هذه التصريحات. انتقد أليكس فيشمان، عميد المراسلين العسكريين الإسرائيليين، هذه المزاعم وقال: "لا صحة لمضمون التقرير الذي يُشير إلى قيام عناصر متطرفة بمقاومة عنيفة لجنود الجيش الإسرائيلي على متن الأسطول. ولا توجد أي معلومات واضحة بشأن "الأسلحة الفتاكة" على أي من السفن ". وقال إنه يمكن الافتراض أن قوات الدفاع تعتبر هذا احتمالًا، إلى جانب العديد من السيناريوهات الأخرى، ولكن تم تحويلها بشكل غير صحيح إلى حقيقة قاطعة. ومع ذلك، قال وزير الشؤون الاستراتيجية موشيه يعلون في وقت لاحق إن التقارير الواردة من مصادر الجيش عن المشاركين في الأسطول كانوا يخططون لأعمال عنف مميتة كانت دقيقة. وبالمثل، رد مكتب رئيس الوزراء الإسرائيلي بأن المواد التي أصدرها المتحدث باسم الجيش الإسرائيلي تستند إلى تقييمات استخباراتية موثوقة.
في اليوم نفسه، أصدر المكتب الصحفي للحكومة الإسرائيلية رسالة إلى الصحفيين الأجانب، حذرهم فيها من أن المشاركة في الأسطول البحري القادم إلى غزة قد يؤدي إلى منعهم من دخول إسرائيل لمدة تصل إلى 10 سنوات. وقّع الخطاب مدير مكتب الصحافة العامة أورين هيلمان. وألغى رئيس الوزراء بنيامين نتنياهو القرار في اليوم التالي، إلى جانب بيان مفاده أنه سيتم دعوة الصحفيين لركوب السفن البحرية الإسرائيلية.
في 27 يونيو، صرّح وزير الخارجية الإسرائيلي أفيغادور ليبرمان أن المشاركين في الأسطول هم "نشطاء إرهابيون يسعون إلى إثارة الاستفزاز والبحث عن الدماء" ، وأن إسرائيل تخطط "للتعامل مع الأسطول بشكل صحيح". وأضاف أن غالبية الذين خططوا للانضمام إلى الأسطول فهم الآن أن أولئك الذين يرغبون في المساعدة يمكنهم القيام بذلك من خلال الوسائل القانونية.

### منظمات دولية
قالت اللجنة الرباعية حول الشرق الأوسط، المكونة من الاتحاد الأوروبي وروسيا والأمم المتحدة والولايات المتحدة، إنها "تحث على ضبط النفس وتدعو جميع الحكومات المعنية إلى استخدام نفوذها لتثبيط أساطيل السفن الإضافية، التي تهدد سلامة المشاركين فيها وتنقلهم وتحمل إمكانية التصعيد، وحث الراغبين في إيصال المساعدات إلى غزة على القيام بذلك من خلال "القنوات القائمة"، والتي تشمل المعابر الإسرائيلية والمصرية.
- الأمم المتحدة: في 27 مايو 2011، طالب الأمين العام للأمم المتحدة بان كي مون جميع الحكومات بالسعي لتثبيط مثل هذه الأساطيل. كما قال إن المساعدة يجب أن تمر عبر قنوات شرعية وراسخة، ودعا جميع الأطراف إلى "التصرف بمسؤولية" لتجنب وقوع حادث عنف آخر.[118]

### منظمات غير حكومية
قامت منظمة شورات هدين ‏، وهي منظمة غير حكومية مقرها في إسرائيل، بتأخير أو حظر العديد من السفن بالطرق القانونية، بما في ذلك تحذير شركات التأمين من أن التأمين على قوارب الأسطول قد يترك الشركات عرضة للملاحقة القضائية بسبب مساعدة "منظمة إرهابية". بالإضافة إلى ذلك، أرسلت شورات هدين خطابًا يحذر شركة إنمارسات ‏، وهي شركة ملاحة عبر الأقمار الصناعية، من أنها يمكن أن تكون عرضة لرسوم قانونية لتقديمها خدمات الاتصالات والملاحة للسفن التي تشكل جزءًا من الأسطول.

### ردود الفعل على الحظر اليوناني
قام الرئيس اليوناني كارولوس بابولياس في وقت لاحق بزيارة إسرائيل، حيث قال له الرئيس الإسرائيلي شمعون بيريز: "أشكرك جزيل الشكر على الالتزام بإرشادات الأمين العام للأمم المتحدة ووقف الأسطول. أشكركم على عدم السماح للأشخاص المهتمين بالإخلال بالنظام والقانون الدولي من القدوم دون إشراف إلى غزة التي تقودها مجموعة إرهابية".
أفاد جوشوا ميتنيك من صحيفة كريستشن ساينس مونيتور أن تصرفات اليونان كانت نتيجة للعلاقة المتنامية بين إسرائيل واليونان، بما في ذلك عرض "المساعدة العسكرية السخية"، الذي بدأ بعد أن تضررت العلاقات الإسرائيلية التركية بسبب غارة أسطول غزة.